# Charles Wheatstone
Charles Wheatstone [čárlz uítsten] (6. února 1802 – 19. října 1875) byl britský vědec a autor řady praktických vynálezů jako je koncertina, stereoskop (zařízení zobrazující trojrozměrné obrázky) nebo playfair-kódování (technika šifrování).
Začal jako výrobce hudebních nástrojů, ale vynikal znalostmi fyziky tak, že roku 1834 byl jmenován profesorem experimentální fyziky na King's College London. V roce 1838 sestrojil první stereoskop. Wheatstone je nejvíce znám pro svůj přínos ve vývoji Wheatstoneova můstku, původně vynalezeného Samuelem Christiem, který se používá na měření neznámého elektrického odporu. Wheatstone byl rovněž klíčovou osobou ve vývoji telegrafie.
Charles Wheatstone zemřel v Paříži v roce 1875 ve věku 73 let.